# Sistema di controllo distribuito

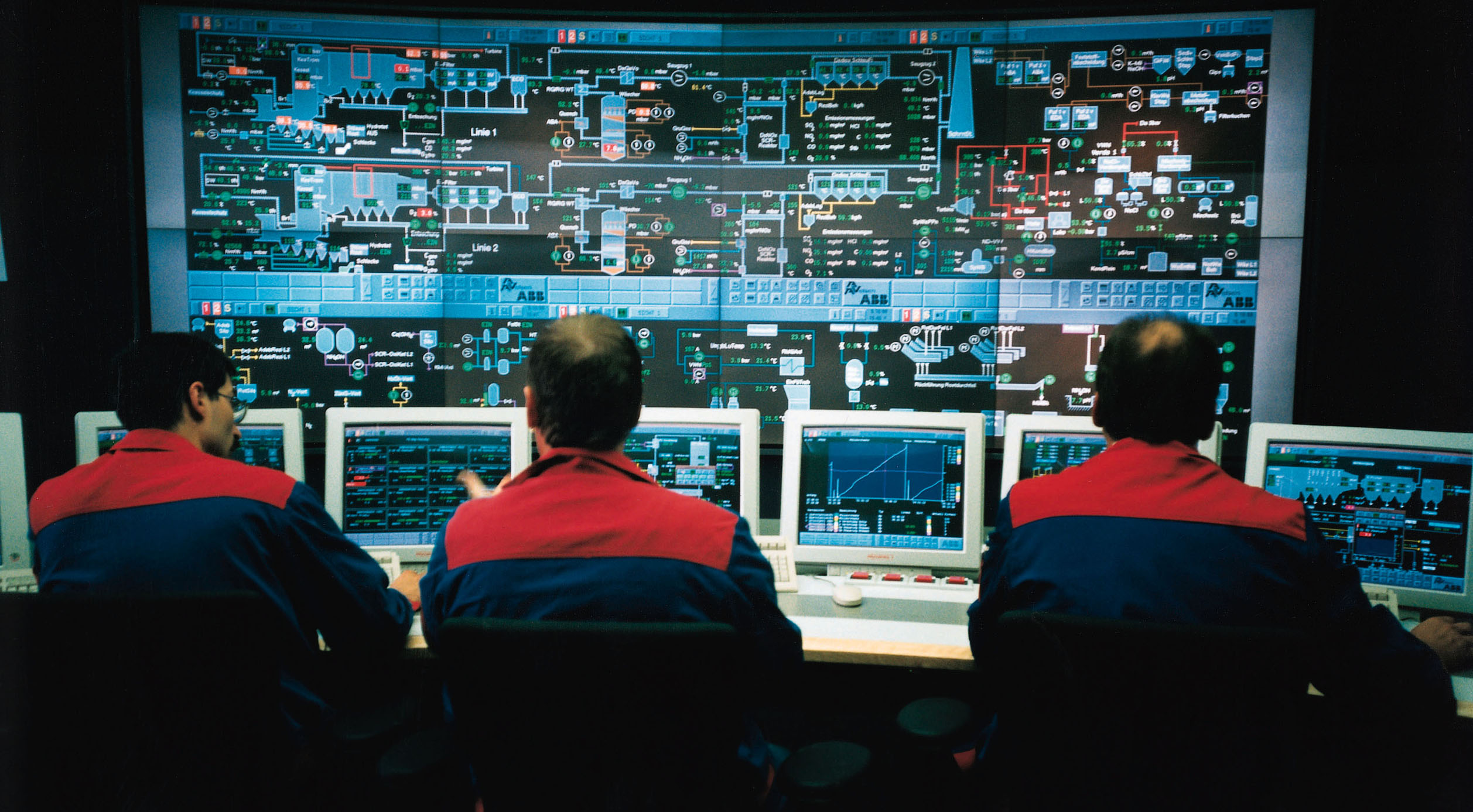
Quadro sinottico all'interno della sala di controllo di un impianto industriale dotato di DCS con funzionalità SCADA. Gli operatori possono controllare l'intero impianto attraverso un singolo terminale, il sistema provvede ad applicare automaticamente la configurazione richiesta ai singoli dispositivi di controllo attraverso la rete.

In ingegneria dell'automazione un sistema di controllo distribuito (in acronimo DCS, dall'inglese Distributed Control System) è un sistema di controllo automatico costituito da una rete di controllori indipendenti distribuiti sul campo di produzione, ognuno dei quali scambia informazioni con i propri vicini al fine di coordinare l'esecuzione di varie parti di un processo produttivo.
Quando si parla di sistemi di controllo commerciali la sigla DCS assume un significato più specifico, si parla cioè di un sottoinsieme dei sistemi appena descritti che presenta precise caratteristiche:
- sono sistemi proprietari;
- appartengono ad ecosistemi chiusi, e risultano quindi difficili da integrare con soluzioni di terze parti;
- sono corredati da software altamente specializzato e integrato, che offre interfacce ad alto livello di astrazione rispetto all'impianto;
- comprendono dei nodi che realizzano il cosiddetto engineering system, che include funzionalità tipiche di applicativi SCADA e MES;
- prevedono un alto grado di ridondanza, in modo da mantenere un alto tasso di disponibilità.

## Storia
Il primo DCS, denominato "TDC 2000", fu ideato nel 1975 dalla Honeywell Nello stesso anno la Yokogawa introdusse il sistema CENTUM e la Bristol introdusse il sistema "UCS 3000".
Nel giro di pochi anni vennero ideati altri DCS, fino a raggiungere agli inizi degli anni '90 più di 50 DCS commercialmente disponibili.

## Architettura DCS

Architettura di un tipico sistema di controllo distribuito (DCS).

L'architettura DCS tipica prevede una struttura gerarchica a 5 livelli, che comprendono il sistema da controllare ("livello 0", detto anche "campo") e quattro livelli di controllo:
- "Livello 1" o "controllo diretto": costituito da controllori, controllori logici programmabili (PLC), Burner management system (BMS) e sistemi di spegnimento di emergenza (ESD).
- "Livello 2": costituito dalla supervisione e dal comando degli operatori.
- "Livello 3" o "controllo di produzione": costituito dai sistemi avanzati di controllo ottimo e storicizzazione.
- "Livello 4": costituito dal computer centrale.

### Livello 0: Campo
Con "campo" si intende l'insieme delle variabili di processo PV (process value) e delle variabili di controllo SP (set point) e OP (output) che rappresentano l'impianto oggetto del sistema di controllo. 
A livello di Campo abbiamo tutta l'interazione fisica con la strumentazione d'impianto che si vuole controllare, formata da attuatori (valvole, motori, serrande, ecc.) e da sensori (di temperature, di portata, di pressione, ecc.). 
Generalmente lo scambio di informazioni (acquisizione di misure o comando verso gli attuatori) tra Livello 1 e Livello 0 avviene tramite segnali elettrici che seguono lo standard 4-20mA per le variabili di controllo e contatti puliti o bagnati(ad esempio a 110V) per le variabili digitali. 
Per esempio:
1. [Analog Input] Una misura di temperatura fornita da una termocoppia con range compreso tra 400 °C e 600 °C, viene trasdotta dal trasmettitore di temperatura in un segnale che ha range compreso tra 4mA e 20mA, di conseguenza una misura di 450 °C viene elettricamente tradotta in un segnale di 8mA.
2. [Analog Output] Un comando verso una valvola di controllo che richiede l'apertura del 75% viene tradotto in un segnale di 16mA. L'apertura della valvola da 0% a 100% viene così spalmata in un segnale elettrico compreso tra 4mA e 20mA.
3. [Digital Input] La posizione di un finecorsa di una valvola on-off è un contatto pulito acquisito direttamente dal campo; un segnale di interconnessione tra sistemi è un contatto bagnato (ad esempio a 24V) che per essere acquisito deve passare per un relè per trasformarlo in un contatto pulito.
4. [Digital Output] Comando on-off di energizzazione di una elettrovalvola (apertura per una failure close, chiusura per una failure open) a 24V o 110V.

### Livello 1: Controllori e PLC
Sistemi computerizzati in remoto, atti ad acquisire le variabili di processo dal campo e calcolare automaticamente (tramite logic diagram, flow chart e regolatori di controllo PID) le variabili di controllo. L'acquisizione avviene tramite appositi moduli di acquisizione I/O e pubblicati sul livello 2 tramite control net o rete seriale (ad esempio modbus). 
A questo livello avviene il cuore del sistema di controllo o del sistema di sicurezza. Le regolazioni e le logiche che automatizzano l'impianto sono implementate nei DCS o in PLC. La scelta tecnologica dipende come sempre dallo scopo dell'applicazione, quindi per un sistema di regolazione piccolo si tenderà a scegliere PLC general purpose, mentre per sistemi di sicurezza che devono garantire un certo valore di SIL necessariamente bisognerà scegliere dei PLC che soddisfino questi requisiti. Il DCS è utilizzato per sistemi di regolazione grandi ed integrati.

### Livello 2: Supervisione e comando
Livello operatore, lettura delle variabili di processo provenienti dal campo PV (process value) e comando delle variabili di controllo SP (set point) e OP (output). L'operatore, tramite interfaccia uomo-macchina, ha il controllo e la supervisione del campo.
Generalmente il livello 2 è composto da uno SCADA o da un sistema HMI integrato al DCS.
Gli elementi di un sistema di supervisione sono l'interfacciamento con il campo tramite:
1. pagina grafica, composta di una parte statica rappresentante l'impianto e una parte dinamica rappresentante le misure di processo e lo stato degli attuatori. Pagine grafiche specifiche per i sistemi ESD e F&G possono essere tabellari o sotto forma di logic diagram semplificati
2. gruppi operativi, pagine contenenti le misure di un gruppo di strumenti
3. trend, pagine che mostrano gli andamenti delle misure rispetto al tempo in un determinato periodo
4. alarm logger, pagina che riporta i principali allarmi di sistema e di processo con le rispettive priorità di allarme (low, high, emergency)
5. event logger, pagina che riporta i principali eventi (allarmi e azioni da operatore)

### Livello 3: Sistemi avanzati di controllo ottimo e storicizzazione
Il livello 3 accede ai dati presentati sul livello 2 e li elabora per storicizzarli a lungo termine (con campionamento definito da utente), per generare strategie di controllo avanzato APC (basato sulla storicizzazione) o per sistemi di addestramento per operatori basati su simulazione OTS.

### Livello 4: Office
Raccolta dati per sistemi di forecasting remotizzati, tramite collegamento sicuro read-only con accesso al livello 3 via DMZ. Il livello office è usato per lo più a scopo statistico.

### Esempio: controllo di una valvola
Si consideri il seguente sistema:
- FCV001: valvola che controlla il flusso di gas combustibile ad una stazione bruciatori.
- FT001: trasmettitore di portata, consistente spesso in una flangia (orifizio tarato) accoppiata ad un sistema elettronico che trasforma una misura in kg/h in un segnale analogico 4-20mA, collegato sulla stessa linea del gas.
- Si voglia controllare l'apertura della FCV001 in funzione della misura di FT001, nello specifico dato un SP (Set Point, ovvero un valore che si chiede al sistema di mantenere) da operatore in kg/h la valvola aprirà o chiuderà (OP) affinché il valore letto da FT001 (PV) sia uguale a quello desiderato dall'operatore (SP). Tipicamente l'algoritmo di controllo utilizzato è il PID.
- FY001: convertitore corrente-pressione che comanda l'apertura della valvola
  - livello 0: valvola FCV001 e strumenti FT001 FY001
  - livello 1: algoritmo di controllo PID e schede di acquisizione/comando per l'ingegnerizzazione delle variabili
  - livello 2: supervisione operativa tramite interfaccia uomo-macchina
  - livello 3: sistema di storicizzazione che campiona ogni secondo PV OP e SP e li mantiene in un database per un accesso futuro o per calcolo di algoritmi avanzati. I risultati del controllo avanzato scende a livello 1 sul SP del PID quando questo è in MODE = cascade
  - livello 4: foglio di calcolo nell'ufficio del direttore generale che analizza la PV negli ultimi 10 mesi e calcola le spese rispetto all'anno precedente.